# Szeder
Ez a szócikk a Rubus nemzetségről szól. Egyes tájakon az eperfafélékhez tartozó eperfa (Morus) gyümölcsét is szedernek nevezik.
A szeder (Rubus) a rózsafélék (Rosaceae) családjának Rosoideae alcsaládjába tartozó növénynemzetség. Népies magyar nevei a szederje, szedernye, fekete málna. Csak Európában több mint 2000 fajta található.
Minden Rubus-fajta gyümölcse ember és állat kedvelt tápláléka. Sokan összetévesztik a 
fekete eperfával.

## Rendszerezés
A Rubus nemzetség rendkívül változatos és rendszertani értelemben kissé bonyolult. A szeder növények egyetlen faja és része sem mérgező, gyümölcsüket fogyasztva pedig nagyon kellemes, kiváló antioxidáns források. Gyakori a fajok közötti kereszteződés és a keletkezett hibridek stabilizációja. A természetes erdők mennyiségének csökkenése, a gyakori tarvágások elősegítik a szeder fajok elszaporodását, a különböző génállományok keveredését. A rendszerezők a nemzetséget a következő alnemzetségekre (subgenus) bontják (zárójelben az adott alnemzetségbe tartozó Magyarországon honos faj):
R. subg. Anoplobatus – R. subg. Chamaebatus – R. subg. Chamaemorus – R. subg. Comaropsis – R. subg. Cyclactis (kövi szeder (R. saxatilis))- R. subg. Diemenicus – R. subg. Dalibardastrum – R. subg. Idaeobatus (málna (R. idaeus))- R. subg. Lampobatus – R. subg. Malachobatus – R. subg. Micranthobatus – R. subg. Orobatus – R. subg. Rubus (alább részletezve)
Az utolsó (R. subg. Rubus) alnemzetség további fajcsoportokra (sectio) osztható, melyek közül a gyakran vad-, illetve földiszederként (R. fructicosus L.) hivatkozott R. sect. Rubus csoportba tartozik a legtöbb faj:
R. sect. Allegheniensis – R. sect. Arguti – R. sect. Caesii (hamvas szeder (R. caesius))- R. sect. Canadenses – R. sect. Corylifolii – R. sect. Cuneifolii – R. sect. Flagellares – R. sect. Hispidi – R. sect. Rubus (molyhos szeder (R. canescens) ill. lásd még: vadszeder)- R. sect. Setosi – R. sect. Ursini – R. sect. Verotriviales
A R. sect. Rubus fajcsoportba tartozó kisfajok száma Magyarországon meghaladja a százhatvanat, meghatározásuk komoly szaktudást igényel.

## Jellemzés

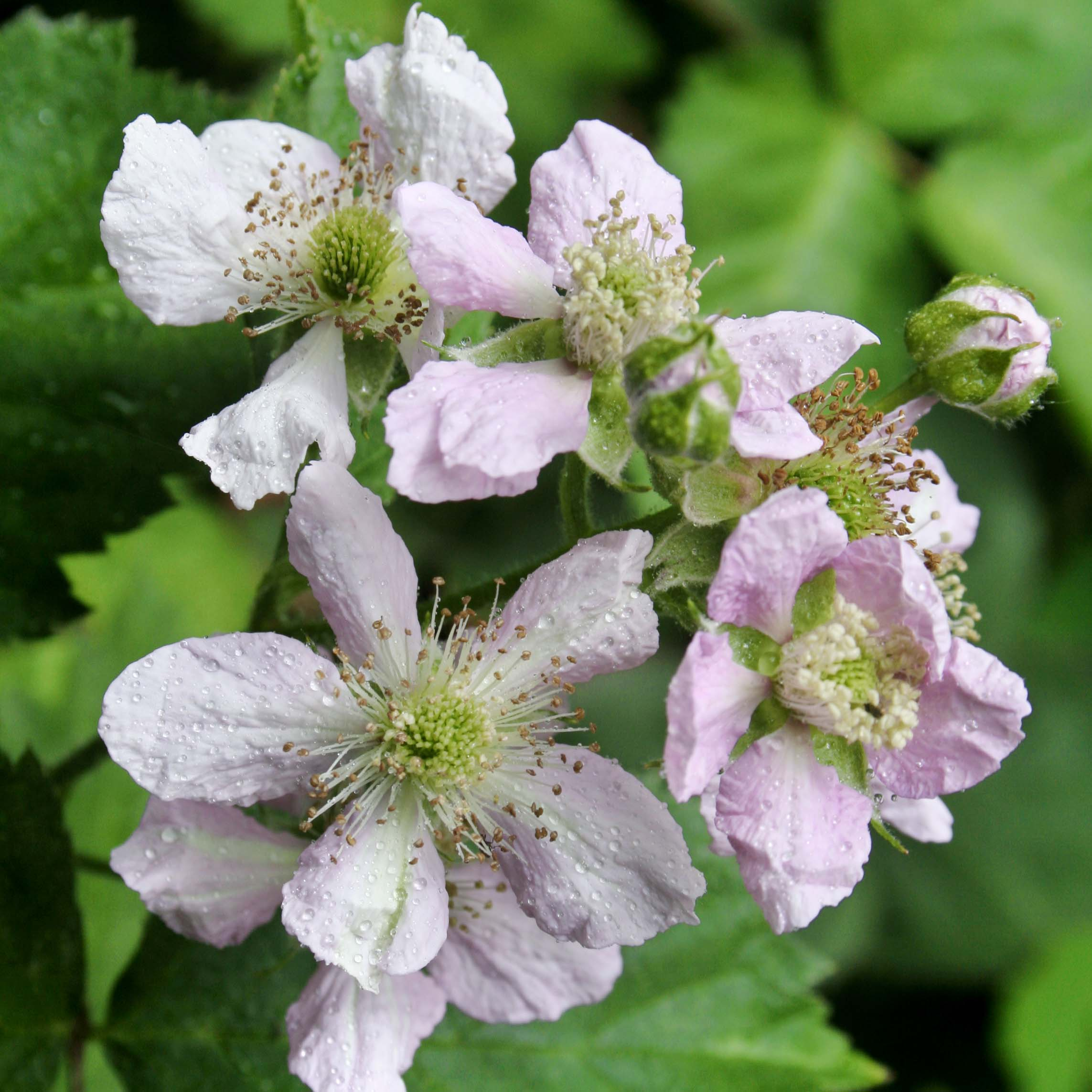
A szeder virága

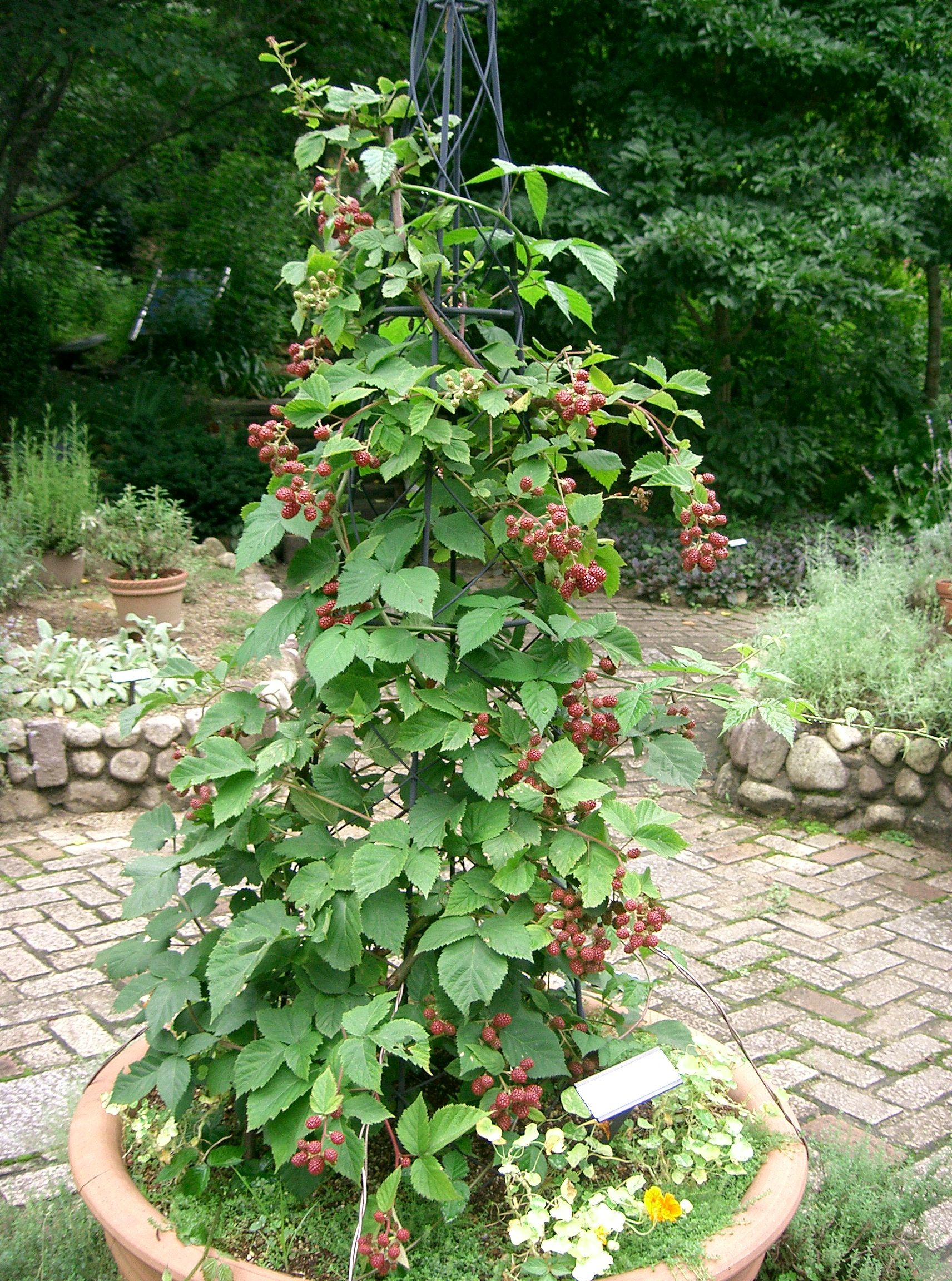
Jól nevelt szederbokor

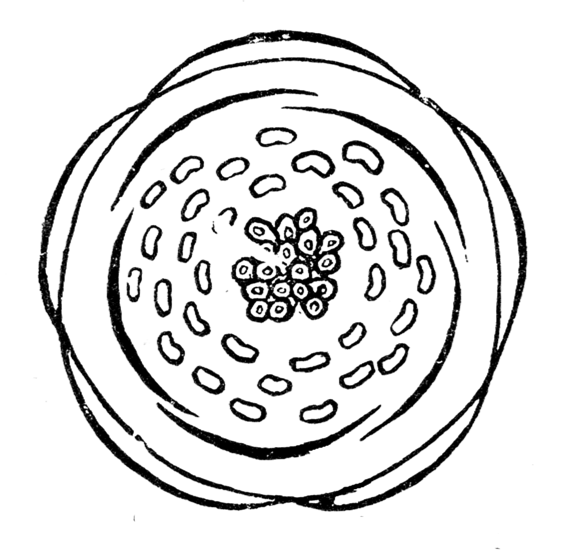
R. fruticosus virágdiagramja

Többnyire fás szárú növények szárnyasan összetett levelekkel, több méteres, horgos tüskékkel borított, ívesen lehajló hajtásokkal. Apró, húsos, csonthéjas terméseik a kúpos vackon csoportosan elhelyezkedve jellegzetes „szedertermést” alkotnak. Virágaik a Rosoideae alcsaládra jellemző módon sugaras szimmetriájúak, öttagúak (a csésze-, illetve sziromlevelek száma 5), a porzók és a termőlevelek száma határozatlan, sok.
A szeder kúszónövény és 0,5–3 m magasra nő. A szárai fajta szerint idővel többé-kevésbé tövisessé válnak és fásulnak. A tüskék elősegítik a növény biztonságos növekedését és védenek a kártevők ellen.

## Előfordulás
Európa, Észak-Afrika, Elő-Ázsia és Észak-Amerika mérsékelt zónáiban honos. Napos helyektől félárnyékosig fordul elő, pl. világos erdőkben, ill. azok szélén, mészben- és nitrogénben gazdag talajon.

## Felhasználás
Gyümölcsük, levelük tanninokban (csersavakban) igen gazdag. Számos fajt gyógynövényként használnak, mivel a tanninnak összehúzó tulajdonsága van, ami a hajszálereket védi. Baktériumölő hatása szintén ismert.
A szedert sütemények bevonására, lekvár, gyümölcszselé és -ital készítésére is felhasználják. A friss gyümölcsöt továbbá mélyhűtéssel konzerválják.

## Kultúrfajták
A tüskementes fajták megjelenéséig sehol nem volt jelentős a szedertermesztés. Az 1920-as években elkezdődött fajtanemesítés első (szó szerint) kézzelfogható eredménye az 1938-ban Nagy-Britanniában létrehozott Merton Thornless. A további, főleg az Egyesült Államokban folytatott nemesítő munka alapját ez a tüskementes fajta és néhány további, Észak-Amerikában őshonos merev szárú faj keresztezése adta meg. A ma is népszerű Thornfree az 1960-as évek közepén jelent meg, ezt követte a Smoothstem, a Dirksen Thornless, a Black Satin, a Hull Thornless, a Chester Thornless, a Thornless Evergreen (örökzöld) és a Tayberry. Magyarországon a Thornfree a legelterjedtebb, sarjakról továbbszaporítva is megtartja tüskementességét. Az örökzöld Thornless Evergreen sarjai ismét tüskéssé válnak.

### Termesztése
Napos, szélvédett fekvésben érzi magát a legjobban, aszályos nyáron öntözni szükséges. Mivel magasra nő, megfelelő erősségű támasztékot igényel. Szaporítani fejbujtással szokták. A beérett hajtás csúcsát földbe süllyesztett cserépbe hajlítják és földdel betakarva meggyökereztetik. A gyökeres dugványok ősszel, vagy a következő év tavaszán az anyahajtásról leválaszthatók és kiültethetők.
Termesztéséhez a tüskementes változatot részesítik előnyben. A növények között legalább 2–3 m távolság szükséges. Továbbá szükséges a rendszeres metszés, az oldalhajtások eltávolítása. Az szüret után az új hajtások számát növényenként 3-5-re csökkentik.